# Xá Muteba
Xá Muteba (auch Cha Muteba, Xa-Mateba und Shah-Muteba) ist eine Ortschaft und ein Landkreis im Nordosten Angolas.

## Verwaltung
Die Kleinstadt Xá Muteba ist Sitz eines gleichnamigen Landkreises (Município) in der Provinz Lunda Norte. Im Kreis leben etwa 21.000 Einwohner (Schätzung 2014). Die Volkszählung 2014 soll fortan gesicherte Bevölkerungsdaten liefern.
Der Kreis Xá Muteba setzt sich aus drei Gemeinden (Comunas) zusammen:
- Cassange-Calucala
- Iongo
- Xá Muteba